# Saint Mawes

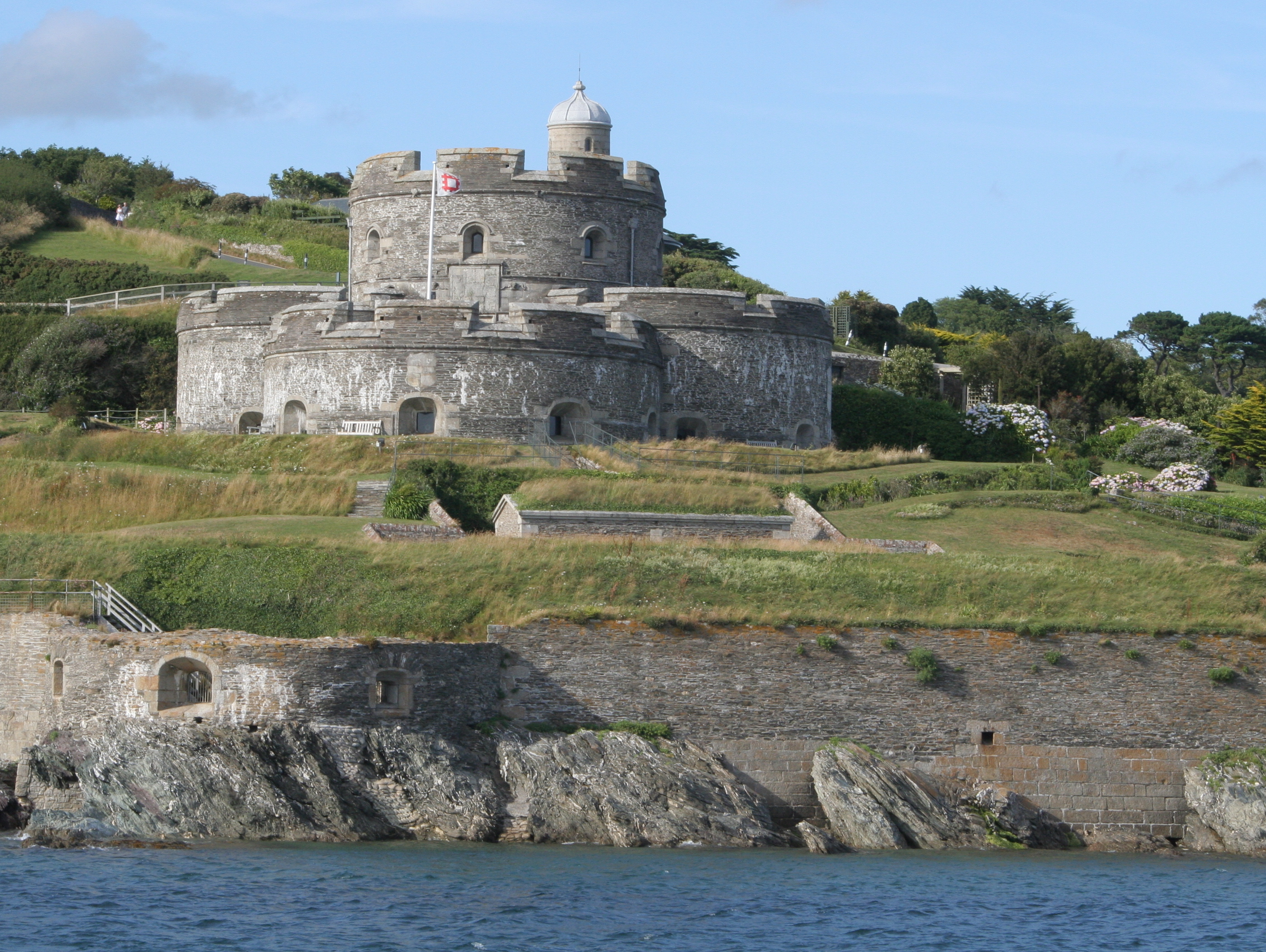
St Mawes: il castello

St Mawes (in lingua cornica: Lannvowsedh) è un villaggio della costa meridionale della Cornovaglia (Inghilterra sud-occidentale), situato nella penisola di Roseland e lungo le Carrick Roads e facente parte - dal punto di vista amministrativo - della parrocchia civile di St Just in Roseland (distretto di Carrick).

## Geografia fisica

### Collocazione
Il villaggio di St Mawes si trova lungo la sponda orientale delle Carrick Roads, nel lato opposto della costa rispetto a Falmouth ed è situato ad ovest di Portscatho e Mevagissey e a sud di Truro.

## Etimologia
Il toponimo S(ain)t Mawes deriva dal nome di un santo e patrono del villaggio, San Maudez, originario probabilmente dell'Irlanda.

## Storia
St Mawes divenne un borough nel 1562.

## Luoghi d'interesse
L'edificio più famoso di St Mawes è il castello, una fortezza fatta costruire da Enrico VIII tra il 1540 e il 1543 per respingere eventuali invasioni da parte dei Francesi e - come il dirimpettaio castello di Pendennis di Falmouth - espugnata dall'esercito repubblicano guidato da Oliver Cromwell nel 1645.
Un altro edificio d'interesse è il Faro di Sant'Antonio, risalente al 1834.

## St Mawes nel cinema e nelle fiction
- Furono girate a St Mawes alcune scene del film Assassinio a bordo (Murder Ahoy, 1964), tratto da un romanzo di Agatha Christie[5]
- St Mawes fu la principale location del film Un priore per Scotland Yard (Crooks in Cloisters) di Jeremy Summers (1964)[6]
- A St Mawes sono state girate alcune scene della serie televisiva britannica degli anni settanta, basata sulla serie di romanzi di Winston Graham, Poldark.[7]
- Cormoran Strike, protagonista della serie di romanzi polizieschi di Robert Galbraith, è originario di St. Mawes.

## Galleria d'immagini

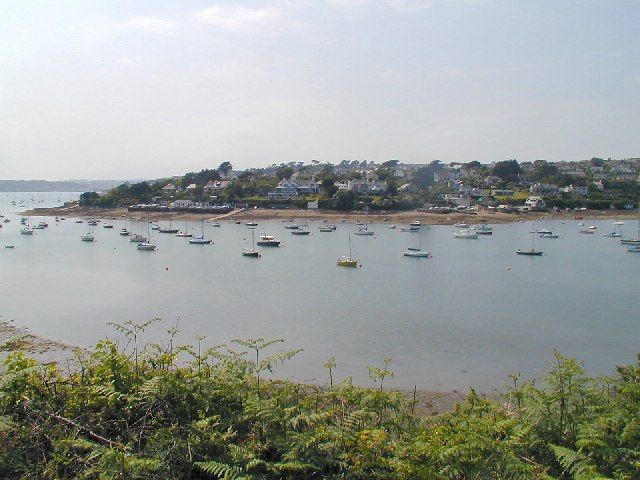
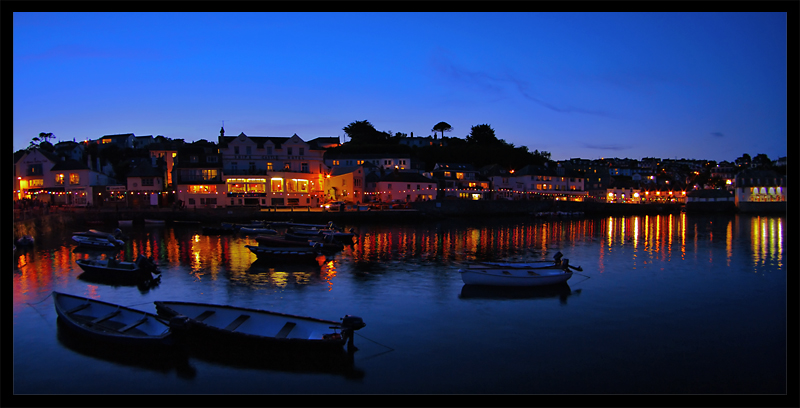
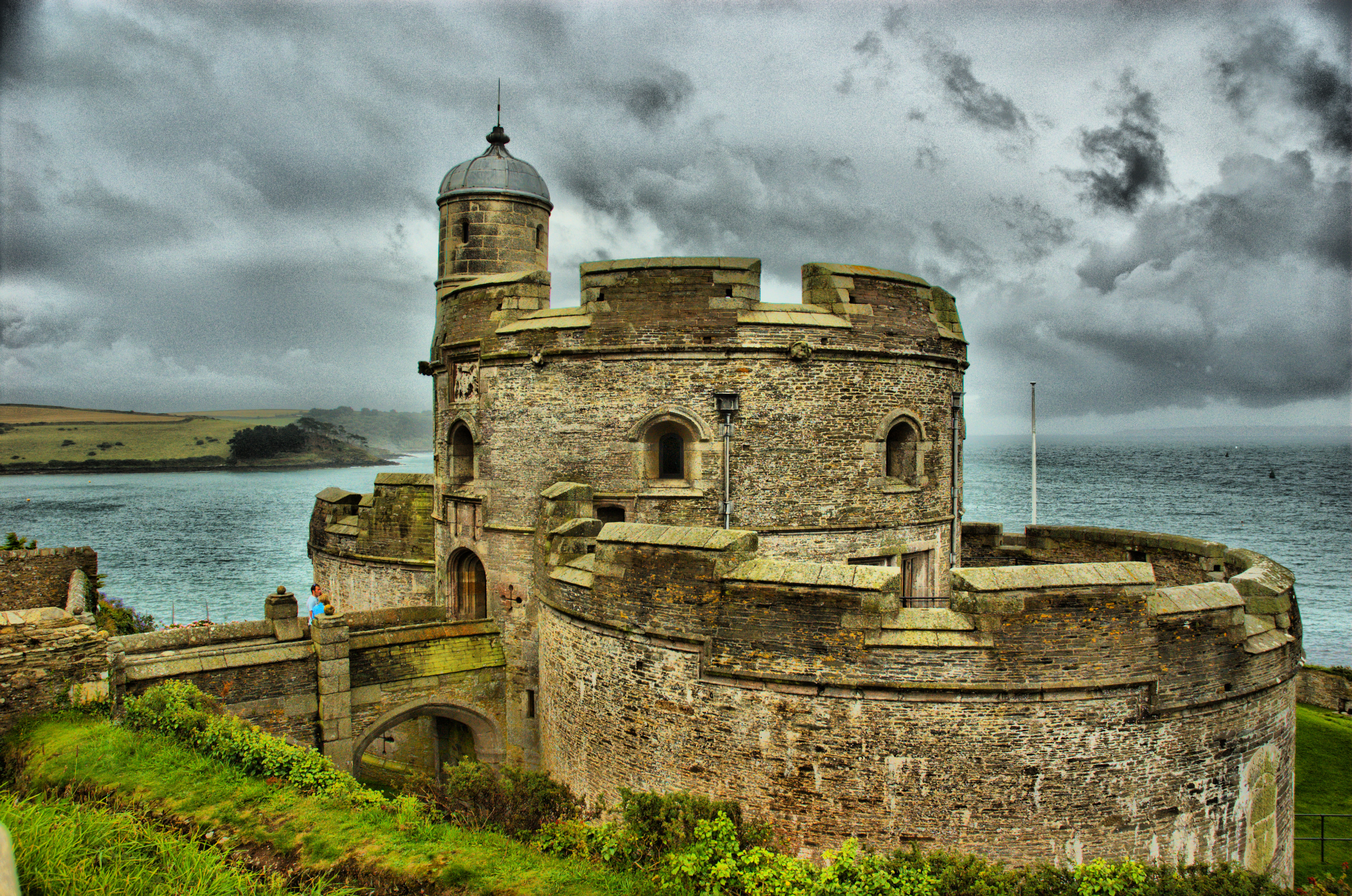
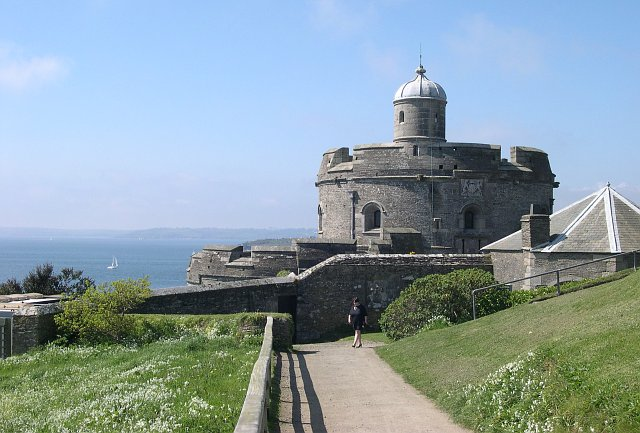